# Åke Hasselgård
Sten Åke Henry Hasselgård, i USA känd som Stan Hasselgard, född 4 oktober 1922 i Sundsvall, död 23 november 1948 i Decatur i Illinois, var en svensk klarinettist och jazzmusiker.

## Biografi
Åke Hasselgård växte upp i Bollnäs. Efter studentexamen 1942 studerade han bland annat engelska och konsthistoria vid Uppsala universitet, där han blev filosofie kandidat 1947.
Hans klarinettspel hade tidigt inspirerats av Benny Goodman under dennes swingperiod, och kom senare att påverkas av den framträngande bebopen. I Sverige spelade Åke Hasselgård med bland andra Simon Brehm och Royal Swingers.
Sedan han blivit internationellt känd, flyttade han 1947 till USA. Under artistnamnet Stan Hasselgard gjorde han där samma år sin uppmärksammade inspelning av Swedish Pastry och kom 1948 att ingå i Benny Goodmans septett.
Den 23 november 1948 omkom Hasselgård i en bilolycka utanför staden Decatur i Illinois. Åke Hasselgård är begravd på Bollnäs kyrkogård i häradshövding John Larsons familjegrav, mannen som blev hans styvfar sedan fadern tidigt avlidit.
I samband med 50-årsminnet av Hasselgårds död instiftades 1998 Hasselgårdstipendiet i Bollnäs. Det utdelas i första hand till unga jazzmusikanter med bollnäsanknytning.

## Diskografi
Fullständigare diskografier finns på Discogs (även som 'Stan Hasselgard').
- 1978 – Swedish Pastry – Stan Hasselgard & Wardell Gray with Benny Goodman Septet 1948 (LP, Dragon)
- 1981 – Jammin' at Jubilee (LP, Dragon) [4]
- 1988 – The Permanent Hasselgard (CD, Phontastic)
- 1992 – At Click, 1948 – Stan Hasselgard & Benny Goodman (CD, Dragon)
- 1993 – Benny's Bop – Benny Goodman with Wardell Gray and Stan Hasselgard (CD, HEP)

## Filmografi
- 1941 – Imperfektum [5] [6]
- 1983 – Åke Hasselgård Story (med bland andra Tompa Jahn i rollistan)

## Utmärkelser
Postumt belönades han med ett Django d'Or-pris vid Swedish Jazz Celebration på Nalen i Stockholm 2002.

## Övrigt
I Jack Kerouacs självbiografiska roman On the Road kan författarens alter ego under en frenetisk bilfärd från Denver till Chicago 1949 inte sluta tänka på att “a famous bop clarinetist had died in an Illinois car-crash recently, probably on a day like this” [del 3, kapitel 9].
Hasselgård och Sveriges tidigare statsminister Ingvar Carlsson var sysslingar.